# Hochauflösende Elektronenenergieverlustspektroskopie
Die hochauflösende Elektronenenergieverlustspektroskopie, auch hochaufgelöste Elektronenenergieverlustspektroskopie, (englisch High-Resolution Electron Energy Loss Spectroscopy, HREELS) ist eine analytische Methode der Oberflächenphysik.
Die Messmethode basiert auf der unelastischen Streuung von Elektronen an einer Oberfläche, um elektronische Anregungen oder Schwingungsmodi der Oberfläche oder von Adsorbaten (etwa Atomen oder Molekülen) auf dieser zu charakterisieren. Im Gegensatz zu anderen Elektronenenergieverlustspektroskopien (EELS) werden dabei kleine Energieverluste im Bereich von 1 meV bis 1 eV analysiert, dies entspricht der Energie von Licht im Infrarotbereich. Die resultierenden Spektren ähneln denen anderer Spektroskopien des gleichen Energiebereichs, wie der Infrarot- bzw. Raman-Spektroskopie.

## Funktionsweise
Bei der Elektronenenergieverlustspektroskopie wird ein Elektronenstrahl definierter Energie auf eine Probenoberfläche, in der Regel ein Festkörper, geschossen (Primärelektronenstrahl). Diese Elektronen wechselwirken mit der Probe und erfahren in Abhängigkeit ihrer Primärenergie charakteristische Energieverluste durch unelastische Streuung an der Oberfläche. Die gestreuten Elektronen werden danach energetisch analysiert. Die Intensität der einzelnen Energieverluste wird mithilfe des Analysators aufgezeichnet und hieraus ein Spektrum erstellt (siehe Grafik).
Um den Anforderungen an eine hohe Energieauflösung gerecht zu werden, ist ein spezieller Aufbau vonnöten. Am verbreitetsten ist hierbei ein Aufbau, der von Harald Ibach et al. entwickelt wurde. Dieser besteht aus einem Doppelmonochromator und einem Analysator. Da Magnetfelder schwer abzuschirmen sind und Restmagnetfelder insbesondere in der Streukammer des Spektrometers die Energieauflösung stark verringern, werden bei sämtlichen energiedispersiven Teilen des Spektrometers lediglich elektrostatische Methoden verwendet. Die Monochromatoren und der Analysator sind hierbei ähnlich denen eines Halbkugelanalysators. Da aber deutlich höhere Elektronenströme erreicht werden müssen, werden nur 127°-Designs verwendet, anstatt der 180°-Designs von Halbkugelanalysatoren. Nachdem die Elektronen den Analysator durchlaufen haben, werden sie mithilfe eines Channeltrons detektiert.
Bei der hochauflösenden Elektronenenergieverlustspektroskopie liegt die Energie der Primarelektronen meist unter 10 eV. Zusätzlich wird ein spezielles hochauflösendes Spektrometer eingesetzt, um auch sehr geringe Unterschiede im Spektrum des Sekundärelektronenstrahls nachzuweisen.

## Anwendung

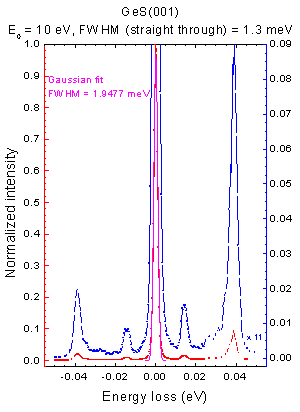
Spektrum der Oberflächenphononen (Fuchs-Kliever-Phononen) von Germanium(II)-sulfid (GeS) (001)

HREELS wird unter anderem bei der Untersuchung von Oberflächen (beispielsweise bei der Analyse von dünnen Schichten) und Oberflächenreaktionen (wie katalytische Reaktionen) eingesetzt. Weiterhin lassen sich die Bindungsverhältnisse von Adsorbaten (Atomen und Molekülen) auf Festkörperoberflächen aufklären.